# Klaus Vitt

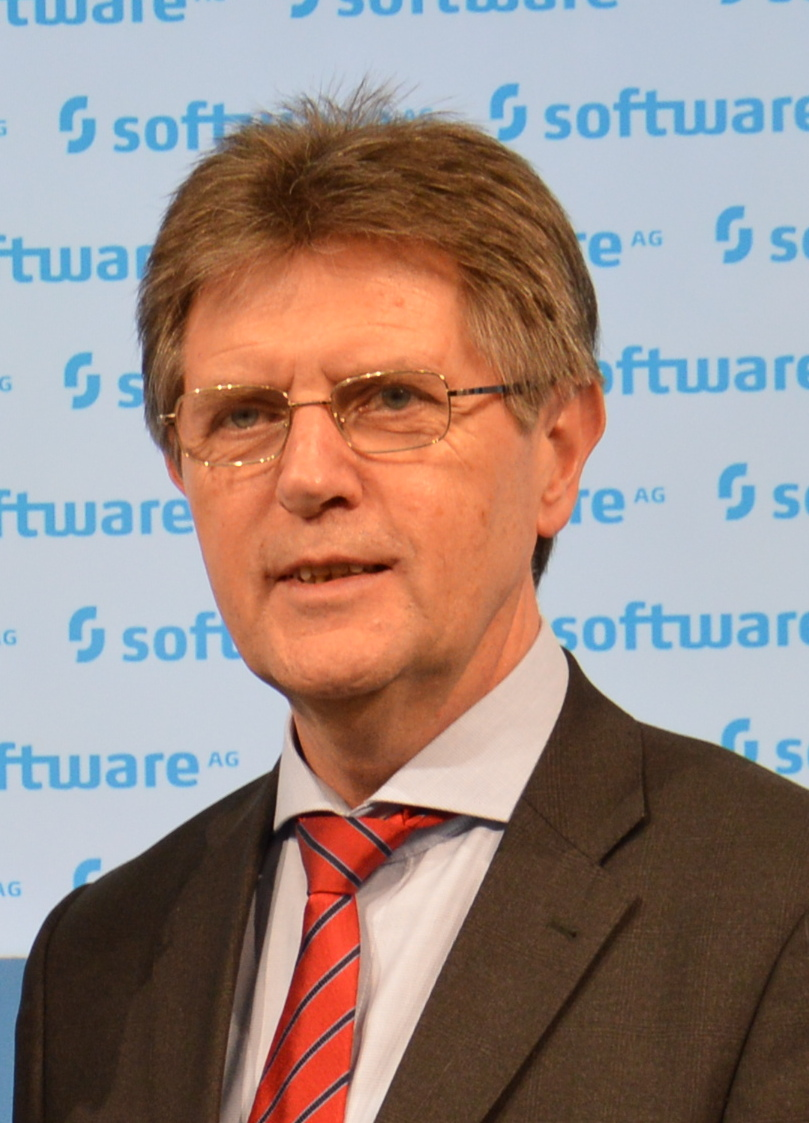
Klaus Vitt (2016)

Klaus Vitt (* 1952 in Hagen) ist ein ehemaliger deutscher Ministerialbeamter und Staatssekretär des Bundesministeriums des Innern (BMI). Er war vom 1. Oktober 2015 bis 30. April 2020 beamteter Staatssekretär. Er hatte ebenfalls das Amt als Beauftragter der Bundesregierung für Informationstechnik inne, welches wenige Wochen zuvor Hans-Georg Engelke von Cornelia Rogall-Grothe übernommen hatte.

## Werdegang
Vitt wurde 1952 in Hagen geboren. Er studierte Nachrichtentechnik an der Fachhochschule der Deutschen Bundespost und schloss sein Studium der Mathematik und Informatik an der Universität Dortmund ab. Im Anschluss arbeitete er als Fachlehrer für Betriebssysteme und Programmiersprachen beim Computerhersteller Sperry Univac sowie als Systemingenieur bei der Softwarefirma Applied Data Research. Danach war er vierzehn Jahre lang bei der Bertelsmann AG tätig, unter anderem als Leiter der zentralen Datenverarbeitung bei Gruner + Jahr, als Rechenzentrumsleiter in der zentralen Datenverarbeitung sowie als internationaler IT-Koordinator für den Bertelsmann-Club.
Nach der zweiten Postreform wechselte Vitt zur Deutschen Telekom AG. Er wurde 1996 Geschäftsführer für den Bereich Informationstechnologie und Kundenbetreuung bei der T-Mobile Deutschland, übernahm 1999 die gleiche Funktion beim Mutterkonzern Deutsche Telekom und bekleidete dort von 2001 bis 2005 die Position des Bereichsvorstandes für Informationsmanagement und Prozesse.
Von Januar 2006 bis Juni 2014 war Vitt Geschäftsführer der zentralen Informationstechnologie der Bundesagentur für Arbeit (BA) und Leiter deren IT-Systemhauses. Im Juli 2014 wurde er Generalbevollmächtigter für Informationstechnologie und Prozessmanagement in der Zentrale der BA.
Vom 1. Oktober 2015 bis 30. April 2020 war er Staatssekretär im Bundesministerium des Innern und Beauftragter der Bundesregierung für Informationstechnik. Sein Nachfolger wurde Markus Richter.
Im Februar 2016 setzte sich Vitt dafür ein, die Vorratsdatenspeicherung von Nutzungsdaten im Web auszuweiten.
Beim IT-Wettbewerb der Zeitschriften Computerwoche und CIO-Magazin belegte er in der Kategorie „CIO des Jahres 2012“ den vierten Platz.